# 2-أزيتيدينون
2-أزيتيدينون هو مركب كيميائي رمزه الجزيئي C3H5NO. بعد أبسط بيتا لاكتام وتركيبه يمثل مركز مضادات بيتا-لاكتام وبعض معالجة الكوليسترول.

## اقرأ أيضاً
- آزيت
- أزيتيدين